# Normas de contribución
Las normas de contribución, también denominadas directrices o pautas de contribución, archivo CONTRIBUTING.md o normas de contribución de software, son un archivo de texto que los gestores de proyectos incluyen en los paquetes de software libre y de código abierto o en otros paquetes de medios abiertos con el fin de describir cómo otros pueden contribuir al proyecto con contenidos generados por los usuarios.
El archivo explica cómo cualquiera puede participar en actividades como el formateo del código para su presentación o el envío de parches.
La existencia del archivo en un paquete debería aumentar las posibilidades de que un proyecto reciba contribuciones de crowdsourcing, pero en muchos casos, las contribuciones recibidas no siguen las instrucciones del archivo.
Disponer de un archivo de contribuciones contribuye en gran medida al éxito de los proyectos que dependen de las contribuciones de los usuarios.